# Rhosus quadrimacula
Rhosus quadrimacula là một loài bướm đêm trong họ Noctuidae.